# École des hautes études en sciences sociales
L'École des hautes études en sciences sociales (EHESS) és una grande école de París centrada en la recerca acadèmica en l'àmbit de les ciències socials. És considerada com una de les institucions d'ensenyament superior més prestigioses de França. L'escola atorga títols de màster i doctorat conjuntament amb l'École Normale Supérieure, l'École polytechnique i l'École pratique des hautes études.
Va néixer com un departament de l'École pratique des hautes études el 1868 amb el propòsit de formar investigadors. L'EHESS es va convertir en una institució independent el 1975. Avui la seva recerca cobreix les ciències socials, les humanitats i les matemàtiques aplicades.
L'EHESS és un centre universitari petit amb criteris d'accés molt estrictes que admet estudiants mitjançant un rigorós procés de selecció basat en els projectes de recerca dels sol·licitants. Posteriorment, els estudiants tenen llibertat per triar el seu propi pla d'estudis entre els camps de recerca de l'escola.
La major part del professorat de l'EHESS pertany a altres institucions, principalment al Centre Nacional de Recerca Científica i a la Universitat Paris Sciences et Lettres. Destaca pel seu treball relacionat, entre d'altres, amb el sociòleg Pierre Bourdieu, el filòsof Jacques Derrida, l'antropòleg Claude Lévi-Strauss i l'economista Thomas Piketty.